# NGC 441
NGC 441 è una galassia lenticolare situata nella costellazione dello Scultore.
Fu scoperta il 27 settembre 1834 da John Herschel.